# 大関善雄
大関 善雄（おおぜき よしお、1886年（明治19年）5月3日 - 没年不明）は、大正から昭和時代前期の台湾総督府官僚。屏東市尹。

## 経歴・人物
福島県若松市善久町（現・会津若松市日新町）に生まれる。1911年（明治44年）東洋協会専門学校を卒業し、1914年（大正3年）4月、府民政部通信局庶務課勤務となる。
ついで通信局府報材料報告主任、文山郡庶務課長、台北市役所秘書係長を経て、1935年（昭和10年）9月、地方理事官に進み、屏東市助役に就任した。翌年の10月、新竹州竹東郡守に転じ、1939年（昭和14年）10月、屏東市尹に就任した。